# Finanční technologie

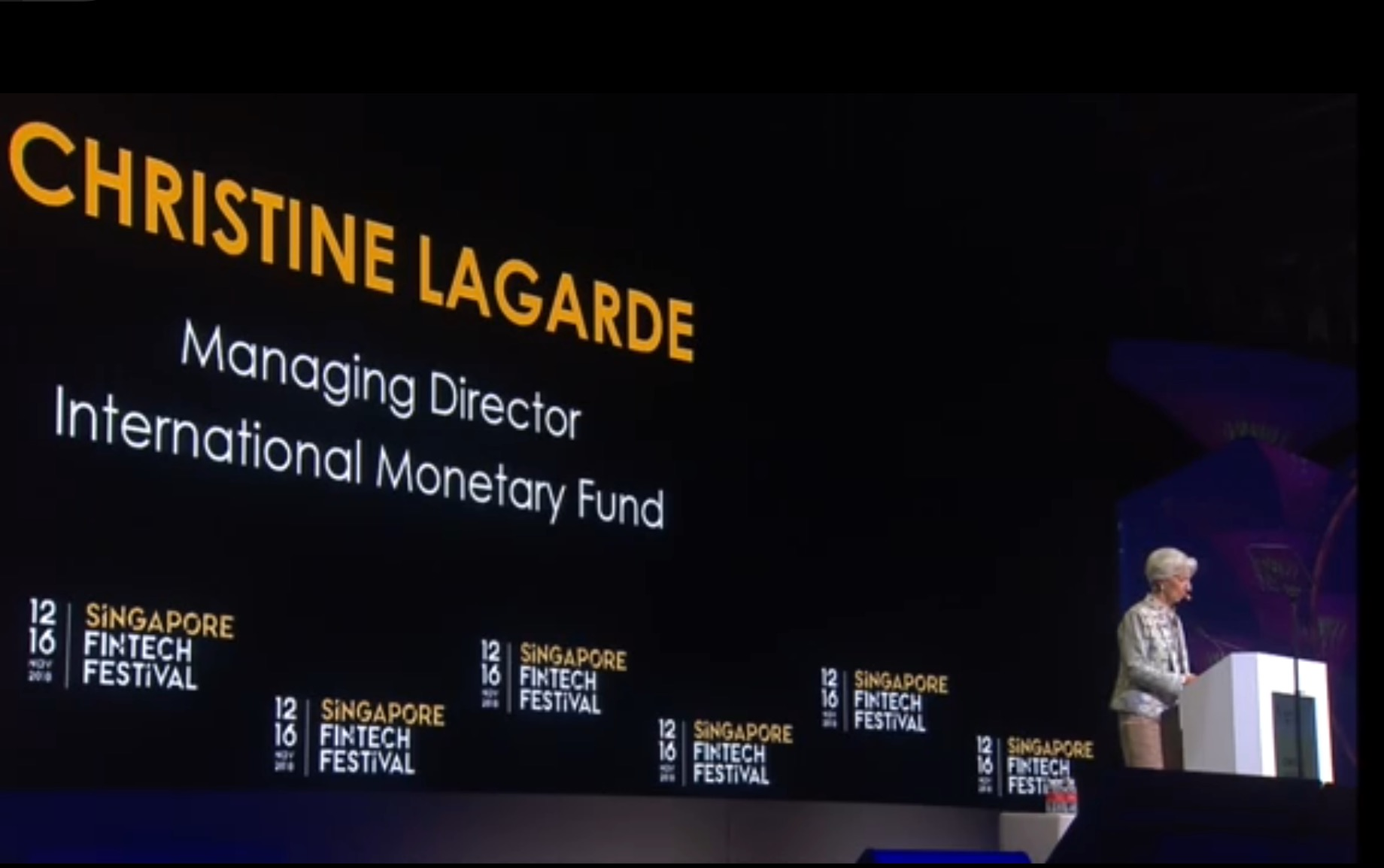
Ředitelka Mezinárodního měnového fondu (MMF) Christine Lagarde na Singapore Fintech Festival

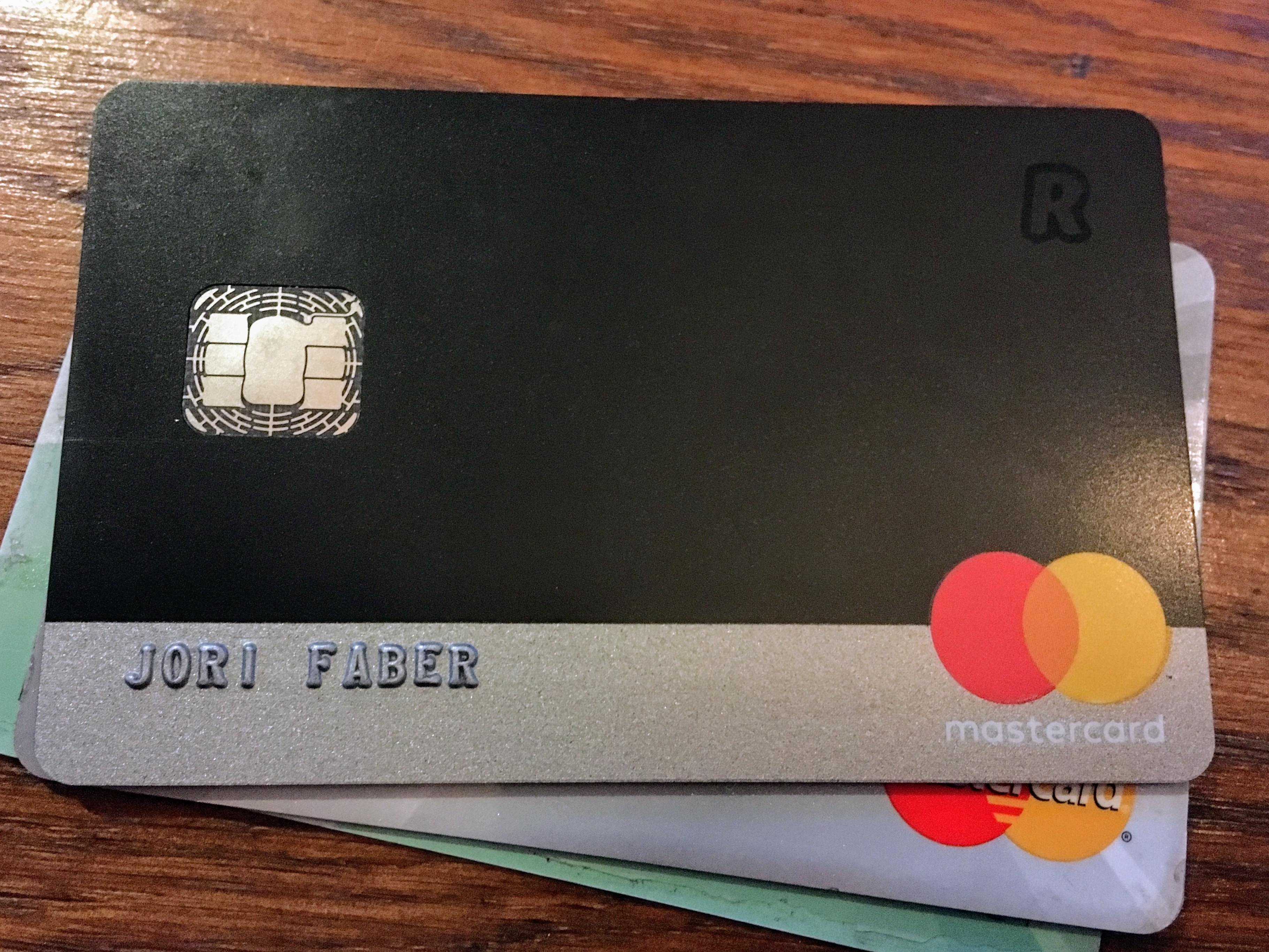
Mastercard fintechu Revolut

Finanční technologie (krátce FinTech nebo fintech) je technologické odvětví finančních služeb. Jako "fintech" jsou označovány společnosti, které vyvíjí služby v oblasti technologií pro finanční trhy.:s.234

## Charakteristika
Finanční technologie, zkráceně FinTech, jsou technologie a inovace, které se snaží zjednodušit tradiční služby ve finančnictví. Jako příklady FinTechu si můžeme uvést používání chytrých telefonů pro mobilní bankovnictví, pro investování nebo jednodušší půjčování peněz.
Jedná se o rozvíjející se segment, který využívá technologie ke zlepšení aktivit ve financích. Použití smartphonů pro mobilní bankovnictví, investování, půjčky a kryptoměny jsou příklady technologií, jejichž cílem je zpřístupnit finanční služby široké veřejnosti.
Mezi FinTech společnosti patří např. americký PayPal nebo čínský Ant Group. Nejznámější tuzemské FinTech společností jsou Twisto nebo Malcom Finance.

## Rozdělení FinTechu do segmentů
K hlavním kategoriím FinTech světa patří devět níže zmíněných kategorií, které inovují finanční svět. Některé z trendů jsou společné pro celou množinu finančních technologií, další mohou být specifické čistě pro dílčí oblast.
- Blockchain
- Cryptocurrencies
- WealthTech
- InsurTech
- RegTech
- BigTech
- Payments
- Banking
- Crowdfunding

FinTech společnosti přichází s novým pojetím poskytnutí služby – design jejich služeb vychází z potřeby klienta, kterou uspokojují díky moderním technologiím přímočařeji a s nižšími náklady než tradiční konkurence. Rozdíl mezi tradičním poskytovatelem finančních služeb a FinTech je v tomto naprosto zásadní – většina tradičních společností bude porovnávat investiční priority v IT oblasti, mimo jiné pomocí standardních ROI a dalších nástrojů, kde se může lehce stát, že investice do zlepšení provozu přinese jednoduše vyšší výnos než investice do nového softwaru, který dovede lépe dopočítat například potenciální výnosy nebo snížení rizika.

## FinTech Hub
Ve světě existují i takzvané FinTech Huby, které pomáhají začínajícím společnostem v tomto segmentu s technickou a legislativní zátěží. Například na Slovensku vznikl projekt prvního FinTech Hubu pro CEE, a to díky aktivitám Slovenské FinTechové asociace a inovativních firem Mastercard a Vacuumlabs. Každý FinTech Hub pomáhá svým členům s testováním produktu a technologie, právním poradenstvím a také mentoringem. Některé Huby pomáhají i se získáním VC investice. Slovenský Hub už má několik členů napříč regionem, název Slovenský tedy ukazuje spíše na pole adresy než pole působnosti.